# شتيفان متماسر
شتيفان متماسر (بالألمانية: Stefan Mitmasser)‏ (13 مايو 1995 بالنمسا - ) هو لاعب كرة قدم نمساوي في مركز حراسة المرمى.

## روابط خارجية
- ستيفن متماسير على موقع قاعدة بيانات كرة القدم.إي يو (الإنجليزية)
- ستيفن متماسير على موقع Soccerway.com (الإنجليزية)
- ستيفن متماسير على موقع عالم كرة القدم.نت (الإنجليزية)